# Бджоловидка лісова
Бджоловидка лісова (Eristalis arbustorum) — вид двокрилих комах Дзюрчалки (Syrphidae).

## Поширення
Вид досить широко поширений по всій Європі, Азії та Північній Америці.

## Опис
Ця муха має кремезну форму, завдовжки до 12 мм. Має мінливе маркування на тілі, розмір кольорових плям на череві залежить від температури вирощування личинки, а деякі особини можуть бути майже повністю чорними.

## Спосіб життя
Широко зустрічається в садах, міських пустирях та інших відкритих місцях проживання. Імаго можна побачити з квітня по листопад із піками в липні і серпні. Личинки живуть у брудних водоймах, де харчуються залишками мертвої рослинності. Дорослі мухи харчуються в основному нектаром, рідше пилком, борщівника (Heracleum sphondylium) і деякими видами айстрових (Asteraceae).